# Hierofanie
O hierofanie este un act prin care se manifestă sacrul. Cuvântul este format prin unirea adjectivului grecesc hieros (în greacă ἱερός; sacru/sfânt) cu verbul phainein (în greacă φαίνειν; a descoperi/a aduce la lumină).

## În scrierile lui Mircea Eliade
Cuvântul hierofanie apare frecvent în lucrările istoricului religiilor Mircea Eliade, care l-a preferat cuvântului mai constrictiv teofanie (apariție a lui Dumnezeu).
Eliade susține că religia se bazează pe o distincție clară între sacru (Dumnezeu, zei, strămoși mitici etc.) și profan. Potrivit lui Eliade, pentru omul tradiționalist, miturile conțin „descoperiri ale sacrului (sau supranaturalui) în Lume” — acestea fiind, de fapt, hierofanii.
În hierofaniile înregistrate în mituri, sacrul apare sub formă de modele ideale (acțiuni și porunci date de zei, eroi etc.). Manifestându-se ca un model ideal, sacrul conferă lumii o valoare, o direcție și un sens: „manifestarea sacrului înalță ontologic lumea”. Potrivit acestui punct de vedere, toate lucrurile trebuie să imite sau să se conformeze modelelor sacre stabilite prin hierofanii pentru a avea o realitate adevărată: pentru omul tradițional, lucrurile „își dobândesc realitatea și identitatea numai în măsura participării lor lntr-o realitate transcendentă”.